# 물치다래
물치다래(Auxis thazard)는 고등어목 고등어과에 속하는 어류이다. 몸 길이는 최대 1m를 넘기며 몸 무게는 50kg가 넘는 대형 어류에 속한다. 일반 다랑어류에 비하면 약간 작은 편이나 그래도 몸집이 비대한 어류에 속한다.

## 특징과 먹이
물치다래는 몸이 방추형이며 옆으로 납작하다. 점다랑어와 유사하게 생겼지만 점다랑어와는 달리 복부에 점이 없다. 몽치다래와도 유사한 형태가 많아 구분이 쉽지 않으며 양턱에 가느다란 이빨이 줄지어 나있다. 물치다래는 몽치다래에 비해 몸의 단면이 둥글고 측선주변에 퇴화된 비늘부분이 꼬리까지 늘어져 있다. 몸 빛깔은 등쪽이 남녹색으로 물결 모양의 띠를 가지고 있으며 배쪽은 은백색이다.
다른 고등어과의 물고기처럼 마찬가지로 식용이 가능하며 때때로 물치다래의 살을 오이모양으로 뭉쳐서 말리는 식으로 가공하는데 이때는 강고도리라고 부르기도 한다. 먹이는 멸치, 청어, 정어리, 전갱이 등의 작은 물고기들과 갑각류, 오징어를 주로 먹는 육식성 어종이다.

## 서식지
태평양, 대서양, 인도양의 열대 해역에 분포하며 대한민국의 동해와 남해, 일본, 필리핀, 미국 하와이주가 주된 서식지이다. 열대 해역의 연안 지대가 주된 서식지이고 수심 0~120m사이의 표해수층이 주된 서식지이다.